# Rdzennica
Rdzennica – skrzynka dzielona na pół, służąca do wykonywania rdzeni odlewniczych. Skrzynka ma kształt wewnętrzny odpowiadający kształtowi rdzenia, umożliwiając nadanie rdzeniowi odlewniczemu żądanego kształtu, podział skrzynki umożliwia wyjęcie rdzenia poprzez rozdzielenie jej części.